# Bakar Mirtskhulava
Bakar Mirtskhulava (in georgiano ბაქარ მირცხულავა?; 24 maggio 1992) è un calciatore georgiano, difensore svincolato.

## Carriera

### Club
Ha giocato nella prima divisione georgiana ed in quella moldava.

### Nazionale
Ha giocato nella nazionale georgiana Under-19.

## Statistiche

### Presenze e reti nei club
Statistiche aggiornate al 3 luglio 2021.
| Stagione               | Squadra                | Campionato             | Campionato | Campionato | Coppe nazionali | Coppe nazionali | Coppe nazionali | Coppe continentali | Coppe continentali | Coppe continentali | Altre coppe | Altre coppe | Altre coppe | Totale | Totale |
| Stagione               | Squadra                | Comp                   | Pres       | Reti       | Comp            | Pres            | Reti            | Comp               | Pres               | Reti               | Comp        | Pres        | Reti        | Pres   | Reti   |
| ---------------------- | ---------------------- | ---------------------- | ---------- | ---------- | --------------- | --------------- | --------------- | ------------------ | ------------------ | ------------------ | ----------- | ----------- | ----------- | ------ | ------ |
| 2011-2012              | T'orp'edo Kutaisi      | UL                     | 1          | 0          |                 | -               | -               |                    | -                  | -                  |             | -           | -           | 1      | 0      |
| gen.-mag. 2013         | Zimbru Chișinău        | DN                     | 7          | 0          |                 | -               | -               |                    | -                  | -                  |             | -           | -           | 7      | 0      |
| 2013-2014              | Zugdidi                | UL                     | 28         | 1          | CG              | 1               | 0               |                    | -                  | -                  |             | -           | -           | 29     | 1      |
| 2014-gen. 2015         | Zugdidi                | UL                     | 10         | 0          | CG              | 2               | 0               |                    | -                  | -                  |             | -           | -           | 12     | 0      |
| Totale Zugdidi         | Totale Zugdidi         | Totale Zugdidi         | 38         | 1          |                 | 3               | 0               |                    | -                  | -                  |             | -           | -           | 41     | 1      |
| gen.-mag. 2015         | T'orp'edo Kutaisi      | UL                     | 14         | 0          | CG              | 2               | 0               |                    | -                  | -                  |             | -           | -           | 16     | 0      |
| 2015-2016              | T'orp'edo Kutaisi      | UL                     | 13         | 1          | CG              | 1               | 0               |                    | -                  | -                  |             | -           | -           | 14     | 1      |
| Totale Torpedo Kutaisi | Totale Torpedo Kutaisi | Totale Torpedo Kutaisi | 27         | 1          |                 | 3               | 0               |                    | -                  | -                  |             | -           | -           | 30     | 1      |
| 2016                   | Shukura Kobuleti       | UL                     | 13         | 0          |                 | -               | -               |                    | -                  | -                  |             | -           | -           | 13     | 0      |
| 2017                   | Chik. Sachkhere        | EL                     | 28         | 1          | CG              | 5               | 1               |                    | -                  | -                  |             | -           | -           | 33     | 2      |
| 2018                   | Chik. Sachkhere        | EL                     | 33         | 1          | CG              | 1               | 0               | UEL                | 4                  | 0                  | SG          | 1           | 0           | 39     | 1      |
| Totale Chik. Sachkhere | Totale Chik. Sachkhere | Totale Chik. Sachkhere | 61         | 2          |                 | 6               | 1               |                    | 4                  | 0                  |             | 1           | 0           | 72     | 3      |
| 2019                   | Dila Gori              | EL                     | 30         | 0          |                 | -               | -               |                    | -                  | -                  |             | -           | -           | 30     | 0      |
| 2020                   | T'orp'edo Kutaisi      | EL                     | 13         | 0          | CG              | 3               | 0               |                    | -                  | -                  |             | -           | -           | 16     | 0      |
| 2021                   | T'orp'edo Kutaisi      | EL                     | 17         | 0          |                 | -               | -               |                    | -                  | -                  |             | -           | -           | 17     | 0      |
| Totale Torpedo Kutaisi | Totale Torpedo Kutaisi | Totale Torpedo Kutaisi | 30         | 0          |                 | 3               | 0               |                    | -                  | -                  |             | -           | -           | 33     | 0      |
| Totale carriera        | Totale carriera        | Totale carriera        | 207        | 4          |                 | 15              | 1               |                    | 4                  | 0                  |             | 1           | 0           | 227    | 5      |

## Palmarès

### Club

#### Competizioni nazionali
- Coppa di Georgia: 1

Chik. Sachkhere: 2017
- Erovnuli Liga 2: 1

Gareji Sagarejo: 2024